# Бекас-Авто (ружьё)
Бекас-Авто — серия гладкоствольных полуавтоматических ружей, производства завода «Молот», разработанных на базе помпового ружья Бекас.

## История
В 2000 году под руководством конструкторов Мокрушина Петра Михайловича и Кабатчикова Александра Ивановича, началось производство полуавтоматического ружья «Бекас-Авто», также известный под заводской аббревиатурой ВПО-201. Этот полуавтомат был разработан всего за 6 месяцев и должен был занять нишу надёжного и качественного оружия отечественного производства, предлагаемого за умеренные деньги. Особенностью «Бекаса-Авто» было начальное исполнение ружья в 16 калибре, что, по истечении времени, оказалось не столь рациональным шагом, как предполагалось изначально. Ружья 16 и 12 калибра унифицированы на 90 %, но сами конструкторы признают, что лучше было бы сразу разрабатывать и производить «Бекас-Авто» только 12 калибра. Это позволило бы как упростить производство, так и создать более совершенное ружьё.
Уже через полгода после начала выпуска «Бекаса-Авто» стали очевидны его конструктивные недостатки: охотники жаловались на бывающие проблемы с автоматикой ружья и с ударно-спусковым механизмом. Довольно быстро заводом «Молот» были внесены изменения в конструкцию ружья, устраняющие большинство недостатков. Модернизированная версия ружья в наименовании получила индекс «М».

## Конструкция
Гладкоствольное ружьё с полуавтоматической перезарядкой «Бекас-Авто» используют газоотводную автоматику с расположенным вокруг трубки магазина кольцевым газовым поршнем. В конструкции газоотводного узла предусмотрен автоматический газовый регулятор, сбрасывающий избыток пороховых газов в атмосферу. Поскольку газовый регулятор расположен в переднем торце трубки магазина, увеличение емкости подствольного магазина невозможно без изменения конструкции газоотводного узла. Запирание ствола осуществляется качающейся личинкой, расположенной в затворе и в боевом положении входящей в паз в хвостовике ствола. Для уменьшения общей массы ружья ствольная коробка ружей выполнена из алюминиевого сплава, фурнитура (цевьё, приклад) выполнены из дерева. Питание патронами — из подствольного трубчатого магазина, стандартная емкость которого 3 патрона. «Бекас-Авто» выпускался под патроны 12х76, 12х70 и 16х70. Для ружья выпускались стволы различной длины — 535, 680, 720 и 750 мм, оснащенные сменными чоками. На верхней части ствольной коробки имеется база для крепления оптического прицела. Также возможно использовать дульные удлинители и ствольные насадки. В конструкции ружья предусмотрена установка в ствольной коробке затворной задержки и отсекателя патронов, который позволяет приостанавливать выход и досылание патронов из магазина.
В последних версиях данного ружья («Бекас-Авто» / ВПО-201М — ВПО-201М-03) ствольная коробка оснащена планкой Вивера, изменена конструкция газоотводного узла, что позволило использовать удлинители подствольного магазина. Ружье может комплектоваться двумя стволами 535 мм и 750 мм и двумя увеличителями магазина на 3 и 6 патронов.

## Модификации
Ружья серии «Бекас-Авто» имеют нескольких различных модификаций:
- калибр исполнения: «Бекас-16М Авто» 16 калибр (снят с производства), «Бекас-12М Авто» 12 калибр
- используемый патрон: 16х70 (снят с производства), 12х70 (снят с производства) и 12×76
- длина ствола: 535 мм, 680 мм (снят с производства), 720 мм (снят с производства) и 750 мм
- тип приклада: классический или пистолетная рукоять

## Страны-эксплуатанты
- Беларусь — сертифицировано в качестве гражданского охотничьего оружия[2]
- Россия — ружьё сертифицировано в качестве гражданского оружия